# Eparquia de Mandya
A Eparquia de Mandya (Latim:Eparchia Mandiensis) é uma eparquia pertencente a Igreja Católica Siro-Malabar com rito Siro-Malabar. Está localizada no município de Mandya, no estado de Carnataca, pertencente a Arquieparquia de Thalassery na Índia. Foi fundada em 18 de janeiro de 2010 pelo Papa Bento XVI. Com uma população católica de 90.160 habitantes, possui 34 paróquias com dados de 2019.

## História
Em 18 de janeiro de 2010 o Papa Bento XVI cria a Eparquia de Mandya através do território da Eparquia de Mananthavady.

## Lista de eparcas
A seguir uma lista de eparcas desde a criação da eparquia em 2010.
|                   | Nome                    | Período           | Notas                                                |
| Eparcas de Mandya | Eparcas de Mandya       | Eparcas de Mandya | Eparcas de Mandya                                    |
| ----------------- | ----------------------- | ----------------- | ---------------------------------------------------- |
| 3º                | Sebastian Adayantharath | 2019 - atual      |                                                      |
| 2º                | Antony Kariyil, C.M.I.  | 2015 - 2019       | Nomeado vigário arquiepiscopal de Ernakulam-Angamaly |
| 1º                | George Njaralakatt      | 2010 - 2014       | Nomeado arquieparca de Thalassery                    |